# Râul Valea Țiganului, Valea Seacă
Râul Valea Țiganului este un curs de apă, afluent al râului Valea Seacă. 

### Hărți
- Harta munții Bihor-Vlădeasa  Arhivat în 9 iunie 2008, la Wayback Machine.
- Harta munții Apuseni